# Vertanes, o Gramático
Vertanes, o Gramático (em armênio/arménio: Վրթանես Քերթող) foi o sucessor de Moisés II no trono catolicossal armênio de 604 a 607.

## Biografia
Vertanes era um bispo de Tsurtavi, na província de Gogarena. Gramático e filósofo, foi um eminente teológico helenófilo e anticalcedônio, tornando assistente do católico Moisés II. Grande parte de sua carreira foi dedicada às relações entre a Igreja Apostólica Armênia e a Igreja Ortodoxa Georgiana; nos deixou uma refutação aos iconoclastas, A apologia às imagens ou Tratado contra os iconoclastas.
Com a morte de Moisés, o marzobã Simbácio IV Bagratúnio tentou eleger seu candidato, Abraão de Albatã, pelo sínodo dos bispos armênios, porém eles estavam divididos e não chegaram a um acordo, colocando Vertanes como lugar-tenente, ou vigário, até 607. De fato, após um interregno de três anos um novo sínodo foi realizado, resultando na eleição de Abraão.